# Bruno Marioni
Bruno Marioni (Paraná, 15 de junho de 1975) é um ex-futebolista profissional argentino que atuava como atacante.

## Carreira
Bruno Marioni se profissionalizou no Newell's Old Boys.

### Boca Juniors
Bruno Marioni integrou o Boca Juniors na campanha vitoriosa da Libertadores da América de 2007.

## Títulos
Boca Juniors
- Taça Libertadores da América: 2007